# Peptide YY
 (mars 2025).

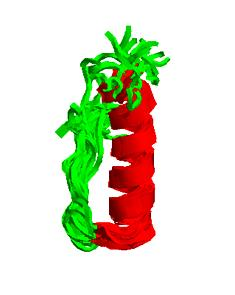
Peptide YY

Le peptide YY, appelé aussi PYY-36, est une hormone qui donne une sensation de satiété pendant plusieurs heures.
Cette molécule est libérée par la paroi gastro-intestinale, la quantité libérée dépendant de l'énergie apportée par le repas. Elle agit sur des neurones des noyaux arqués de l'hypothalamus, une structure du cerveau cible des hormones régulant la sensation de faim. 
Cette molécule est reçue sur les récepteurs du NPY (neurotransmetteur orexigène) ainsi elle bloque l'effet du NPY en agissant via son action anorexigène. 
PYY3-36 active une des populations de neurones du noyau arqué : POMC-aMSH-CARTS et inhibe la population orexigene : NPY-AGRP. 